# Lal Darja
Lal Darja (übersetzt: Das rote Tor) ist ein indischer Film von Buddhadeb Dasgupta aus dem Jahr 1996.

## Handlung
Nabin Dutta ist 47 Jahre alt und von Beruf Zahnarzt. Er hat einen Sohn namens Kushal der in Darjeeling studiert. Seine Frau ist mit der geführten Ehe unzufrieden und will sich von Nabin trennen. Nabin fühlt sich unwohl und glaubt, er sei krank, denn von Zeit zu Zeit steigert sich die Unzufriedenheit.
Er vergleicht sein Leben mit dem seines Fahrers Dinu. Dinu hat zwei Frauen, Sukhi und Maloti, die ganz gut mit der Ehe zurechtkommen. Auch über Dinus Tochter kann er sich nicht beschweren.
So kommt Nabin ins Grübeln und sucht die Ursache in seiner Kindheit. Er denkt über die Vergangenheit nach und stößt so auf das rote Tor. Seine Mutter pflegte zu sagen, dass das Tor als Sinnbild für die Toleranz steht, und so vergleicht sich Nabin mit dem roten Tor. Schließlich trennt sich Nabin von seiner Familie und beginnt nun ein Leben voller Toleranz.

## Auszeichnungen
1996 National Film Award (Indien)
- Golden Lotus Award – National Film Award/Bester Film – Buddhadeb Dasgupta (Regie), Chitrani Lahiri (Produzent)